# Stefan Musiałowski
Stefan Musiałowski (ur. 26 stycznia 1919 w Warszawie, zm. 29 września 1981 w Oldenburgu) – polski pianista i kompozytor.
Ukończył studia pianistyczne u prof. prof. Jerzego Lefelda i Zbigniewa Drzewieckiego oraz Państwową Wyższą Szkołę Muzyczną w Łodzi w klasie prof. Stanisława Szpinalskiego. Debiutował w Polskim Radiu w 1954 jako kompozytor pieśni: „Pustynie piękna”, Dwie narzeczone” (teksty obu T. Bielski i Bogusław Choiński) i in. Od 1955 zaczął też komponować piosenki. Początkowo pod pseudonimem Stem we współpracy z Waldemarem Valdim (Maciszewskim), później samodzielnie. Niektóre z nich zostały nagrodzone na festiwalach piosenki.

## Twórczość
utwory instrumentalne: „Tak, tak” (z Waldemarem Maciszewskim), „Gorzkie algi”, „Miłość nie wróci”, „Satschmo bar” i inne.

### Piosenki (wybór)
- Jeżeli nie wiesz (z Waldemarem Maciszewskim, sł. Stanisław Ziembicki – 1955)
- Gdy słońce zajdzie za palmy (z W. Maciszewskim, sł. Irena Grygolunas – 1955)
- Podziękuj (sł. I. Grygolunas – 1956)
- Bo wszystko jest dzisiaj do pary (sł. Aleksander Rymkiewicz – 1957)
- Nie mogę zapomnieć (sł. Henryk Hubert – 1958)
- Rozejdźmy się w przyjaźni (sł. I. Grygolunas – 1958)
- Jesteś moją miłością (sł. I. Grygolunas – 1959)
- Czy to mało (sł. I. Grygolunas – 1959)
- Kaktusik Magdusi (sł. Bogusław Choiński i Jan Gałkowski)
- Zakopiańska przygoda (sł. Andrzej Tylczyński i Zbigniew Zapert – 1961)
- Człowiek i strzelnica (z Tadeuszem Prejznerem, sł. Edward Fiszer – 1962)
- Kot Teofil (sł. I. Grygolunas – 1962, nagroda na Międzynarodowym Festiwalu Piosenki w Sopocie w 1962)
- Celestynka (sł. Jerzy Miller – 1963)
- Czterdzieści kasztanów (sł. B.Choiński i J. Gałkowski – 1964)
- Zuza (sł. I.Grygolunas – 1964)
- Piosenka dla Beaty (sł. Janusz Kondratowicz – 1965, nagroda na MFP w Sopocie 1965)
- Moskiewskie pierożki (sł. E. Stefański i B. Choiński, wyróżnienie na Festiwalu Piosenki Radzieckiej w Zielonej Górze – 1972)
- Daleko gdzieś pojechałbym (sł. B. Choiński i Marek Dagnan – 1975) i inne.